# Меквон
Меквон (енгл. Mequon) град је у америчкој савезној држави Висконсин.

## Демографија
По попису из 2010. године број становника је 23.132, што је 1.309 (6,0%) становника више него 2000. године.
| Група             | 2000.          | 2010.          |
| Белци             | 20.360 (93,3%) | 20.905 (90,4%) |
| Афроамериканци    | 492 (2,3%)     | 641 (2,8%)     |
| Азијати           | 522 (2,4%)     | 824 (3,6%)     |
| Хиспаноамериканци | 261 (1,2%)     | 467 (2,0%)     |
| Укупно            | 21.823         | 23.132         |